# Zasłonak borowikowy

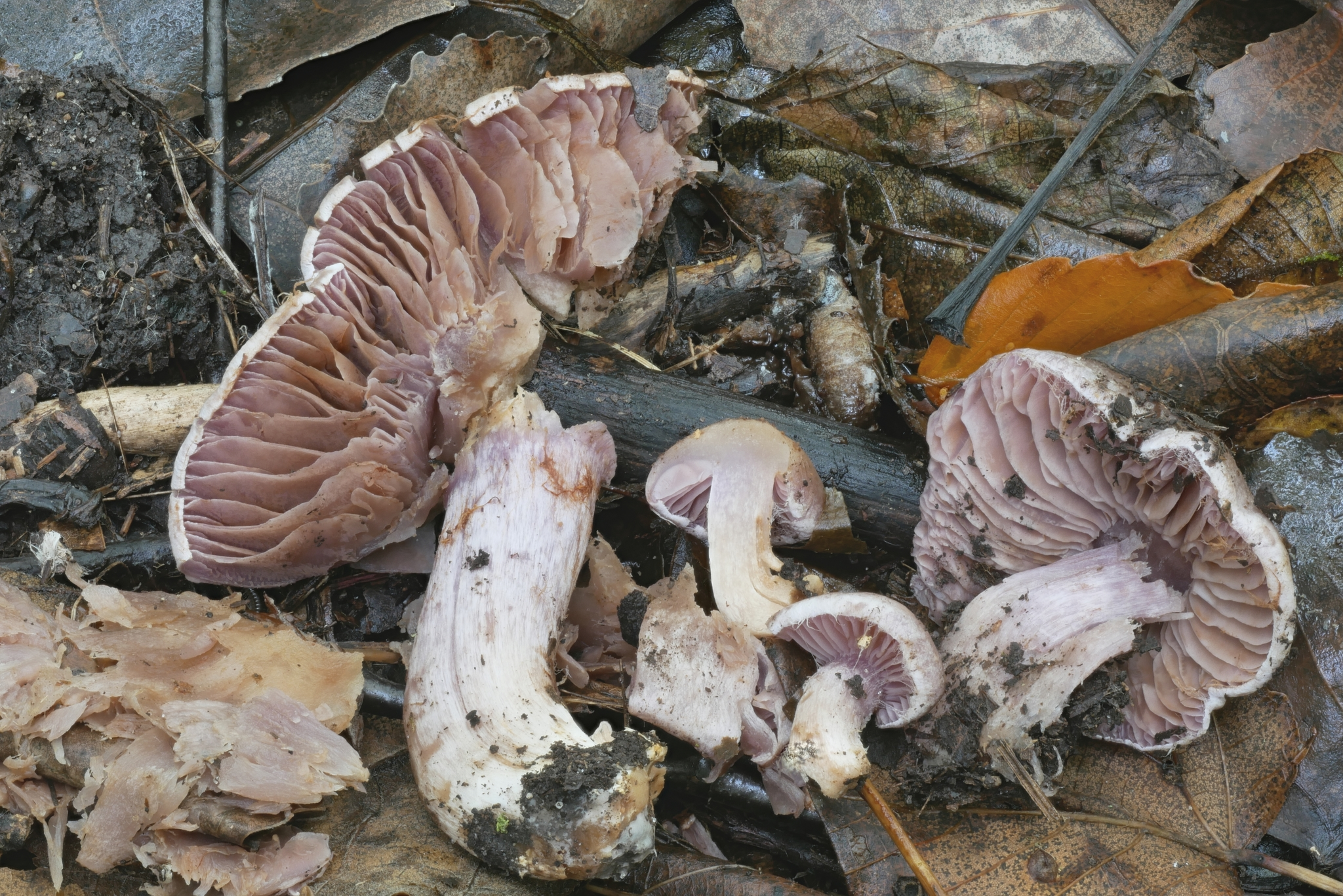

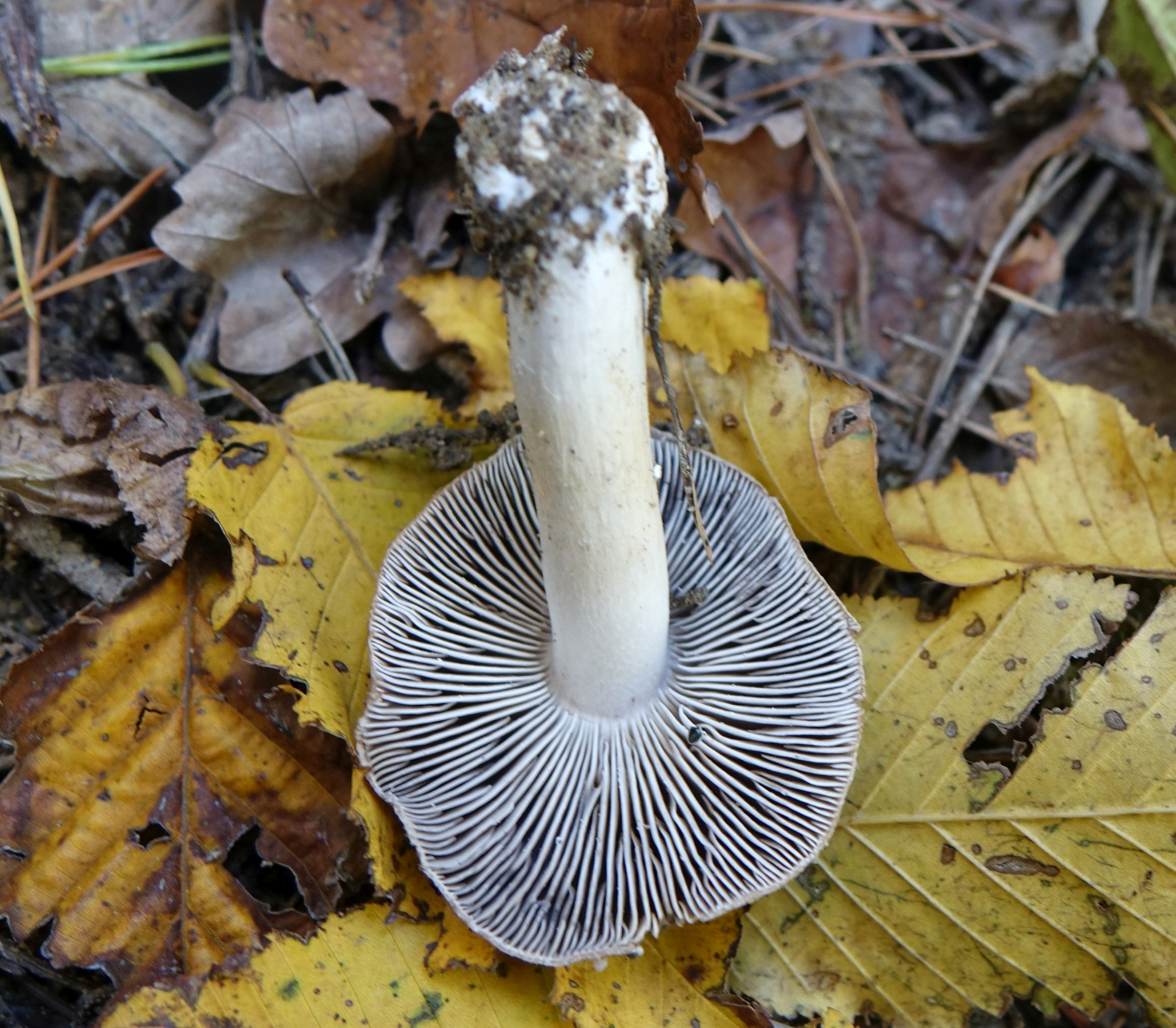

Zasłonak borowikowy (Cortinarius lucorum (Fr.) E. Berger) – gatunek grzybów należący do rodziny zasłonakowatych (Cortinariaceae).

## Morfologia
Kapelusz
Średnica 4–9 cm, początkowo wypukły z podgiętym brzegiem, starsze okazy płasko-wypukłe z prostym brzegiem i tępym garbkiem. Powierzchnia sucha, gładka, przy brzegu pokryta białymi, przylegającymi włókienkami. Jest higrofaniczny; okazy w stanie wilgotnym o barwie winnobrązowej, ciemnobrązowej, w stanie suchym ochrowobrązowej, z przylegającymi włókienkami białej osłony.
Blaszki
Wąsko przyrośnięte, rzadkie, liliowobrązowe. Krawędzie gładkie, tej samej barwy.
Trzon
Wysokość 5–1 cm, grubość 0,6–1,2 cm, walcowaty lub u postawy nieco rozszerzony. Powierzchnia początkowo biaława, potem jasnoszarobrązowa, pod blaszkami fioletowa, w dolnej połowie ze strefami białawych włókien osłony całkowitej. Zasnówka biała.
Miąższ
Mięsisty, w kapeluszu białawy, w trzonie marmurkowaty, brązowofioletowy, bez wyraźnego zapachu. Eksykaty mają szarobrązowe kapelusze i blaszki oraz szare trzony.
Cechy mikroskopowe
Zarodniki 9–11,5 × 5,5–6,5 μm, elipsoidalne, brązowe, średnio brodawkowane, średnio dekstrynoidalne.
Gatunki podobne
- zasłonak pachnący (Cortinarius torvus) – ma silny zapach i trzon z odgiętym do góry pierścieniem[3];
- zasłonak niebieskomiąższowy (Cortinarius saturninus) – rośnie pod wierzbami, ma bardziej jaskrawy, kasztanowo-rudy kapelusz z niewielką ilością włókien lub ich brakiem[3].

## Systematyka i nazewnictwo
Pozycja w klasyfikacji według Index Fungorum: Cortinarius, Cortinariaceae, Agaricales, Agaricomycetidae, Agaricomycetes, Agaricomycotina, Basidiomycota, Fungi.
Po raz pierwszy opisał go w 1838 r. Elias Fries, jako odmianę zasłonaka kępkowego (Cortinarius impennis var. lucorum ). Obecną nazwę nadał mu w 1846 r. Ernst Berger. Niektóre inne synonimy:
- Cortinarius circumvelatus Reumaux 1980
- Cortinarius lucorum f. circumvelatus (Reumaux) Lécuru 2019
- Cortinarius lucorum var. albipes Bidaud, Moënne-Locc. & Reumaux 2000
- Cortinarius malachius var. lucorum (Fr.) Soop 1990

W 1975 r. Andrzej Nespiak nadał mu polską nazwę zasłonak borowikowy, w 1981 r. zmienił ją na zasłonak Langego, Władysław Wojewoda w 2003 r. zaakceptował nazwę zasłonak borowikowy.

## Występowanie i siedlisko
Znane jest jego występowanie w Ameryce Północnej i Europie. Najwięcej stanowisk podano w Europie, zwłaszcza na Półwyspie Skandynawskim. W Polsce do 2003 r. podano 2 stanowiska, w późniejszych latach podano wiele następnych. Najbardziej aktualne stanowiska podaje internetowy atlas grzybów. Znajduje się w nim na liście gatunków zagrożonych i wartych objęcia ochroną. Na Czerwonej liście roślin i grzybów Polski ma status V – gatunek narażony, który zapewne w przyszłości przesunie się do kategorii wymierających, jeśli będą nadal działać czynniki zagrozenia.
Naziemny grzyb mykoryzowy. Występuje w wilgotnych lasach liściastych, mieszanych, śródpolnych zadrzewieniach i parkach, zazwyczaj pod topolami.
Nie zaleca się zbierania w celach spożywczych żadnego gatunku zasłonaka; ich odróżnienie jest trudne, na ogół są to grzyby niejadalne lub trujące, niektóre nawet śmiertelnie.